# جون ك. هاكيت
جون ك. هاكيت (بالإنجليزية: John Keteltas Hackett)‏ هو محامي أمريكي، ولد في 13 فبراير 1821، وتوفي في 26 ديسمبر 1879.